# Omloop Het Volk 2006
L'Omloop Het Volk 2006, cinquantanovesima edizione della corsa, valido come evento dell'UCI Europe Tour 2006 categoria 1.HC, si svolse il 25 febbraio 2006 per un percorso di 202 km. Fu vinto dal belga Philippe Gilbert, che terminò la gara in 4h56'18" alla media di 40,904 km/h.
Dei 184 ciclisti alla partenza furono in 92 a portare a termine il percorso.

## Ordine d'arrivo (Top 10)
| Pos. | Corridore        | Squadra         | Tempo    |
| ---- | ---------------- | --------------- | -------- |
| 1    | Philippe Gilbert | F. des Jeux     | 4h56'18" |
| 2    | Bert De Waele    | Landbouwkrediet | a 38"    |
| 3    | Léon van Bon     | Davitamon       | a 54"    |
| 4    | Koen Barbé       | Ch. Jacques     | s.t.     |
| 5    | Filippo Pozzato  | Quick Step      | s.t.     |
| 6    | Gert Steegmans   | Davitamon       | a 1'45"  |
| 7    | Joost Posthuma   | Rabobank        | s.t.     |
| 8    | Franck Renier    | Bouygues Tél.   | s.t.     |
| 9    | Wim De Vocht     | Davitamon       | s.t.     |
| 10   | Michele Maccanti | LPR             | s.t.     |